# 1. Luftlandebrigade (Japan)
Die 1. Luftlandebrigade (japanisch 第1空挺団 Dai-Ichi Kūtei Dan, englisch 1st Airborne Brigade) ist eine Brigade der japanischen Bodenselbstverteidigungsstreitkräfte. 

## Geschichte

### Unfall von Osutaka
Die Einheit war an der Rettung von Überlebenden eines Großraumflugzeuges der Japan Airlines in den Osutaka-Bergen in der Präfektur Gunma im Jahr 1985 beteiligt.
Die Einheit war an der Rettung von Überlebenden des Hanshin-Awaji-Erdbebens im Jahr 1995 beteiligt.

## Bereitstellung
Die Einheit nimmt an Übungen zur Verteidigung des Territoriums teil.
Die Einheit hat ihren Sitz auf dem Stützpunkt Narashino (習志野駐屯地 Narashino chūtonchi, englisch Camp Narashino) in Funabashi an der Grenze zu Narashino im dicht besiedelten Westen von Chiba.

## Organisation
- Stab
- 1. Infanteriebataillon
  - Stab und Stabskompanie
  - 1./ Infanteriekompanie
  - 2./ Infanteriekompanie
  - 3./ Infanteriekompanie
- 2. Infanteriebataillon
  - Stab und Stabskompanie
  - 1./ Infanteriekompanie
  - 2./ Infanteriekompanie
  - 3./ Infanteriekompanie
- 3. Infanteriebataillon
  - Stab und Stabskompanie
  - 1./ Infanteriekompanie
  - 2./ Infanteriekompanie
  - 3./ Infanteriekompanie
- Luftlande-Artilleriebataillon
  - Stab und Stabsbatterie

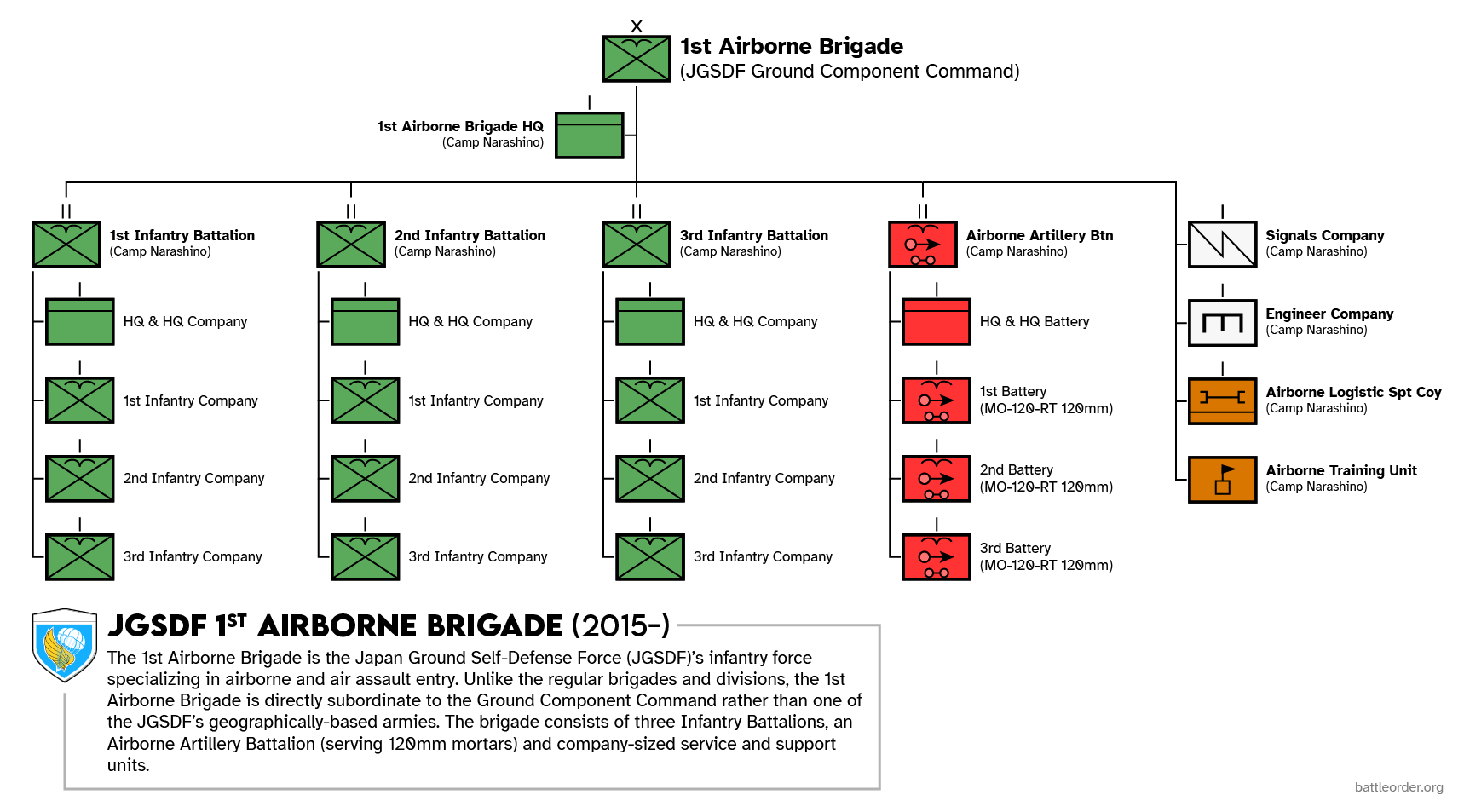
Organigramm der 1. Luftlandebrigade

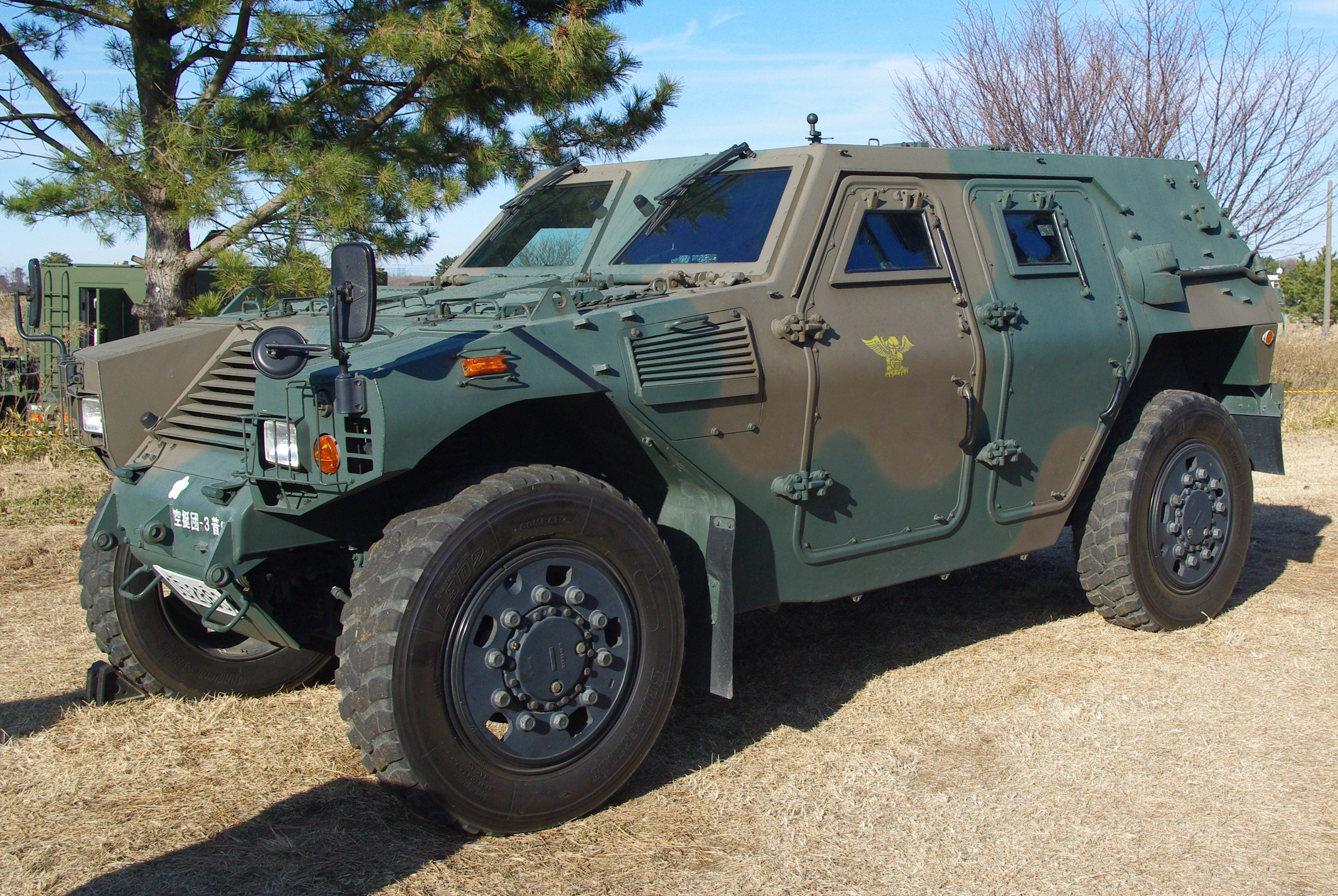
Komatsu LAV der 1. Luftlandebrigade

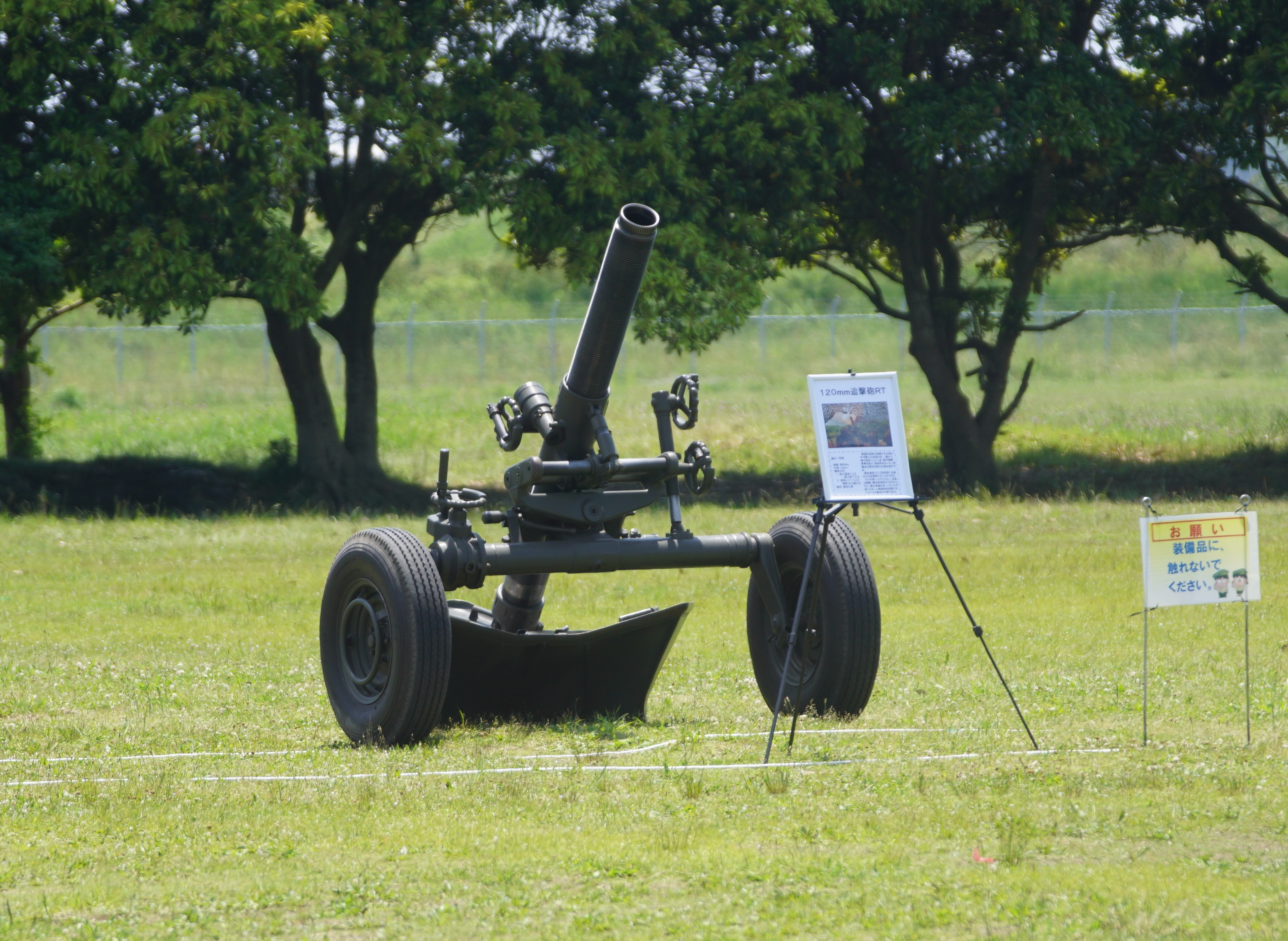
120-mm-Mörser Typ 96 der 1. Luftlandebrigade

  - 1./ Batterie (120-mm-Mörser Typ 96)
  - 2./ Batterie (120-mm-Mörser Typ 96)
  - 3./ Batterie (120-mm-Mörser Typ 96)
- Fernmeldekompanie
- Pionierkompanie
- Logistikkompanie
- Ausbildungseinheit